# Арокур (Мерт и Мозел)
Арокур (фр. Haraucourt) насеље је и општина у североисточној Француској у региону Лорена, у департману Мерт и Мозел која припада префектури Нанси.
По подацима из 2011. године у општини је живело 696 становника, а густина насељености је износила 55,77 становника/km². Општина се простире на површини од 12,48 km². Налази се на средњој надморској висини од 268 метара (максималној 321 m, а минималној 211 m).

## Демографија
| 1962. | 1968. | 1975. | 1982. | 1990. | 1999. | 2011. |
| ----- | ----- | ----- | ----- | ----- | ----- | ----- |
| 515   | 490   | 503   | 549   | 636   | 644   | 696   |

График промене броја становника у току последњих година